# Geit (astrologie)
De geit (soms ook aangeduid als schaap) is het achtste dier in de twaalfjaarlijkse cyclus van de Chinese dierenriem volgens de Chinese kalender.
Karaktereigenschappen volgens de Chinese astrologie: creatief, rustig maar hartstochtelijk, een beetje ongewoon, oprecht en grote verbeeldingskracht.

## Jaar van de geit
Onderstaande jaren zijn jaren die in het teken van de geit staan. Let op: de Chinese maankalender loopt niet gelijk met de gregoriaanse kalender – het Chinees Nieuwjaar valt in januari of februari. Voor de jaren volgens de gregoriaanse kalender moet daarom bij onderstaande jaartallen 1 worden opgeteld.
1907 - 1919 - 1931 - 1943 - 1955 - 1967 - 1979 - 1991 - 2003 - 2015 - 2027 - 2039 - 2051